# Bomolocha leucoptera
Bomolocha leucoptera là một loài bướm đêm trong họ Noctuidae.